# Ptychadena tellinii
Ptychadena tellinii är en groddjursart som först beskrevs av Mario Giacinto Peracca 1904.  Ptychadena tellinii ingår i släktet Ptychadena och familjen Ptychadenidae. IUCN kategoriserar arten globalt som livskraftig. Inga underarter finns listade i Catalogue of Life.